# ألفرد فون باري
ألفرد فون باري (بالألمانية: Alfred von Bary) (و. 1873 – 1926 م) هو مغني، ومغني أوبرا ألماني، ولد في فاليتا، توفي في ميونخ، عن عمر يناهز 53 عاماً.